# Бердияров, Токаш
Токаш Бердияров (19 октября 1925, аул Бескубыр, Келесский район, Южно-Казахстанская область — 29 июля 1988, Алматы) — советский казахский поэт, писатель, публицист.
«Один из самых проникновенных лириков казахской поэзии советского периода».
Дебютировал в 1952-м году сборником «Шалқар теңіз» («Море необъятное»), снискавшим доброжелательные отзывы критиков. Одним из первых среди них был авторитетный и весьма влиятельный в Казахстане писатель Мухтар Ауэзов.
В последующем, издавая сборники регулярно, — в среднем раз в два года, — Токаш Бердияров прочно закрепился в числе официально признанных национальных поэтов республиканского уровня. С 35-ти лет был одним из немногих представителей творческой интеллигенции Казахстана, живших исключительно на гонорары от публикаций.
Публиковался только на родном, казахском, языке. Помимо отдельных стихотворений, переводившихся для случайных русскоязычных альманахов, на русский язык в разное время были целиком переведены и четыре сборника стихов: «Утренний луч» (1958), «Возле дома тополя́» (1983), «Что в сумке?» (1985), «Стрела и ракета» (1987).
В середине 1980-х, уже на склоне лет поэта, в среде творческой казахской молодёжи его ласково-уважительно называли «Көке́», что в переводе значит «Старший в роду» — то есть, старший в роду современных ему казахских поэтов.

## Биография
Происходит из рода кара канлы. В возрасте пяти лет остался сиротой. По счастливой случайности попал в только что открытый в Ташкенте стараниями комсомольских активистов приют для беспризорных. «Благодаря детскому дому этих комсомольцев я выжил, выучился, стал человеком».
В приюте за ним закрепилось прозвище «Токаш» (по-казахски значит сдоба, сладкий десертный хлеб, рогалик): «Белая рубашка, белая кровать, белый хлеб…», — объяснял наголодавшийся и много переживший в детстве поэт свой псевдоним «Токаш», принятый им в дальнейшем вместо природного имени Торкысбек.
В приюте маленький Токаш хорошо освоил русский язык, проявил способности в математике, чтении наизусть и рисовании.
К 13-ти годам уже имел опыт работы, — вернувшись в родные края, как грамотный, вёл в местном колхозе учёт хлопка на полях и на току. А в 13 лет, с отличием закончив сельскую среднюю школу, исполнял в своём сельсовете обязанности секретаря и бухгалтера.
Несмотря на столь ответственную и перспективную должность, сулившую быструю карьеру по партийной или экономической линии, едва ему позволил возраст, Бердияров решил перейти на стезю Искусства и поступил в художественное училище. — В самый канун войны.
В 1942-м, приписав себе недостающие 2 года, Токаш Бердияров обманул военную комиссию и в неполные 17 ушёл добровольцем на фронт. Получив боевое крещение в боях под Сталинградом, дошёл до Берлина. Награждён медалями «За отвагу», «За оборону Сталинграда», «За взятие Берлина» и «За освобождение Праги». По окончании войны Бердиярову не исполнилось и 20-ти и по возрасту ему пришлось продолжить военную службу. — Его перевели на Балтийский флот, матросом на подводную лодку. Биографы утверждают, что в те годы Бердияров был чуть ли не единственным казахом, служившим на подлодке ВМФ СССР. В армии он периодически писал стихи, но ещё не чувствовал в этом призвания.
Демобилизовался в 1949-м, — «по состоянию здоровья». Вернувшись на родину, в 1950-м восстановился в столичном художественном училище, желая окончить образование. В том же году в местной газете впервые опубликовали одно из его стихотворений. Поэтический дар Бердиярова развивался и креп. Его первый самостоятельный сборник стихов был опубликован отдельным изданием в 1952-м году.
Сборник заметили. Бердияров познакомился с представителями литературной и журналистской среды, с некоторыми членами Союза писателей. Выпустив за шесть лет ещё два сборника, в 1958 году, в разгар «оттепели», уже известный поэт Токаш Бердияров устроился сотрудником официального органа Союза писателей — газеты «Қазақ әдебиеті» («Литература Казахстана») и, по совместительству, в редакцию популярной в республике ежедневной газеты «Лениншіл жас» («Ленинская молодёжь»), поднявшей свои тиражи публикациями модных авторов и «находившейся в ту пору на пике своей славы».
В 1962 году Токаш Бердияров ушёл из журналистики и с тех пор вёл жизнь «человека творческой профессии», зарабатывая публикациями своих сочинений.
29 июля 1988 года, во время отдыха в одном из пригородных санаториев, поэт Токаш Бердияров поскользнулся на лестничной площадке и, упав, ударился головой. Неожиданно для всех травма оказалась смертельной.

## Творчество
Сочинял стихи Токаш Бердияров с раннего детства, однако впервые его отельное стихотворение появилось в печати лишь в 1950-м году, а первый полноценный сборник стихов «Шалқар теңіз» («Море необъятное») — лишь в 1952-м. Сборник был встречен с одобрением: Мухтар Ауэзов, — высокопоставленный литературный авторитет, — «высоко оценил новизну» в стихах дебютанта.
Позднее издавались следующие сборники стихов и поэм Токаша Бердиярова:
- «Мен өмip сүремін» (1956),
- «Бейбітшілік көшесі» (1960),
- «Үлкен етік» (1962),
- «Тораңғыл»(1965),
- «Оқ пен гүл» (Пуля и цветок, 1967),
- «Көгілдір ымырт» (1972),
- «Бозторғай» (1973),
- «Күндер, күндер, күндерім» (Дни, дни и дни, 1974),
- «Ecкi паровоз» (1976),
- «Жаңа дала» (1979),
- «Сөнбейтін оттар» (1980),
- «Көгілдір планета» (1982),
- «Есіктің алды көк терек» («Возле дома тополя́», 1983 — переведён на русский язык),
- «Шынар» (Чинара, 1985),
- «Жебе мен ракета» («Стрела и ракета», 1987 — переведён на русский язык),
- «Маңғыстау маған мың арман» (посмертно, 1992).

В своих стихах Бердияров ещё и ещё раз переживал опыт войны; воспевал верность друзей, любовь, красоту родного края; осмысливал судьбу своего народа; однако, наряду с творчеством по свободному вдохновению, Токаш Бердияров писал и откровенно конъюнктурные, заказные сочинения, — к примеру, поэму «Есть такая партия», посвящённую 100-летию со дня рождения «Вождя мирового пролетариата».
Поэт пробовал себя и в прозе. Его перу принадлежат сборники рассказов «Жастық кешуi» (1966) и «Солдат сыры» (1968), а также повесть «Фарида» (1978).

## Отзывы современников
Маленький и сухой… это был чрезвычайно ироничный человек, и образ жизни он вел совсем не парадно-номенклатурный, как иные литературные деятели той поры.— 

[из-за отсутствия постоянного заработка] пребывая в таком положении [без денег], Токаш однажды потратил долгожданный гонорар на строительство дороги в своем ауле. На такой поступок способен только человек, независимый от денег, свободный человек. — 

Изыскания в написании необычных форм стихотворений прослеживаются у некоторых последователей Абая: Сырбая Мауленова, Мукагали Макатаева, Токаша Бердияова. Новые формы не далеки от природы родной поэзии — Такен Алимкулов «Загадочный человек»